# Каравака-де-ла-Крус
Каравака-де-ла-Крус (ісп. Caravaca de la Cruz) — муніципалітет в Іспанії, у складі автономної спільноти Мурсія. Населення — 26 449 осіб (2010).
Муніципалітет розташований на відстані близько 300 км на південний схід від Мадрида, 65 км на захід від Мурсії.
На території муніципалітету розташовані такі населені пункти: (дані про населення за 2010 рік)
- Ла-Альмудема: 305 осіб
- Канеха: 176 осіб
- Каравака-де-ла-Крус: 21348 осіб
- Ель-Орніко: 14 осіб
- Уерта: 552 особи
- Наварес: 403 особи
- Пінілья: 201 особа
- Лос-Прадос: 111 осіб
- Сінгла: 353 особи
- Арчивель: 1278 осіб
- Барранда: 873 особи
- Бенаблон: 198 осіб
- Ла-Енкарнасьйон: 340 осіб
- Ель-Моралехо-і-Ла-Хункера: 119 осіб
- Ель-Мораль: 89 осіб
- Тартамудо: 10 осіб
- Кампо-Кой: 0 осіб
- Лос-Ройос: 78 осіб
- Таррагоя: 1 особа

## Демографія
Динаміка населення (INE ):

## Галерея зображень

Розташування муніципалітету Каравака-де-ла-Крус у провінції Мурсія
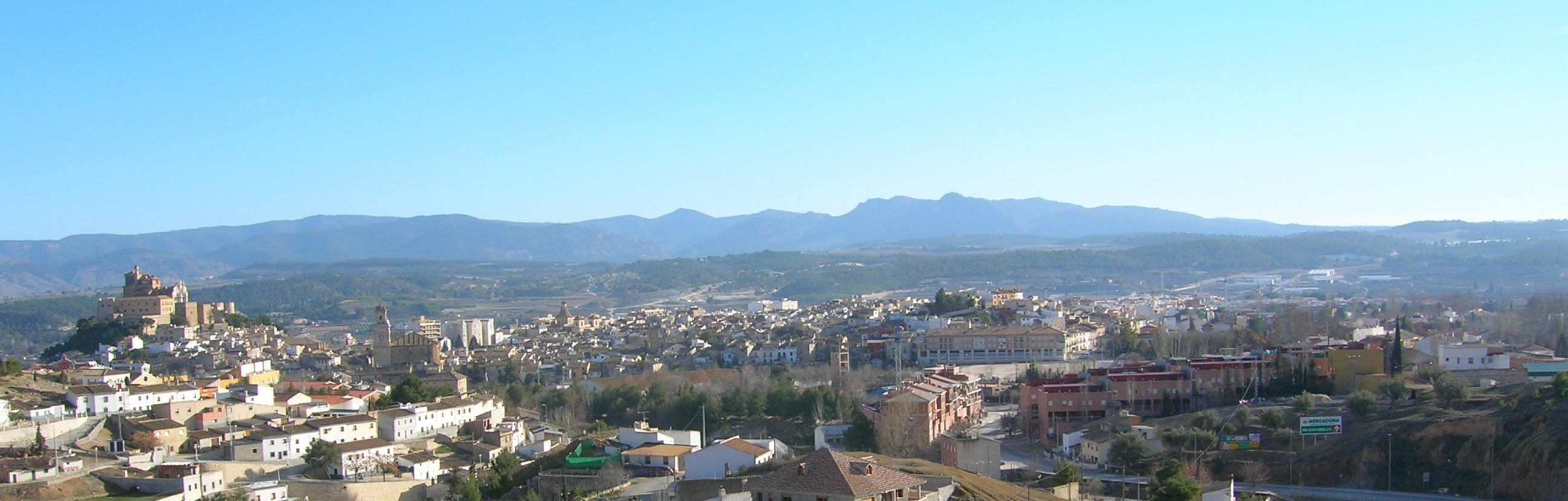
Каравака-де-ла-Крус, панорама
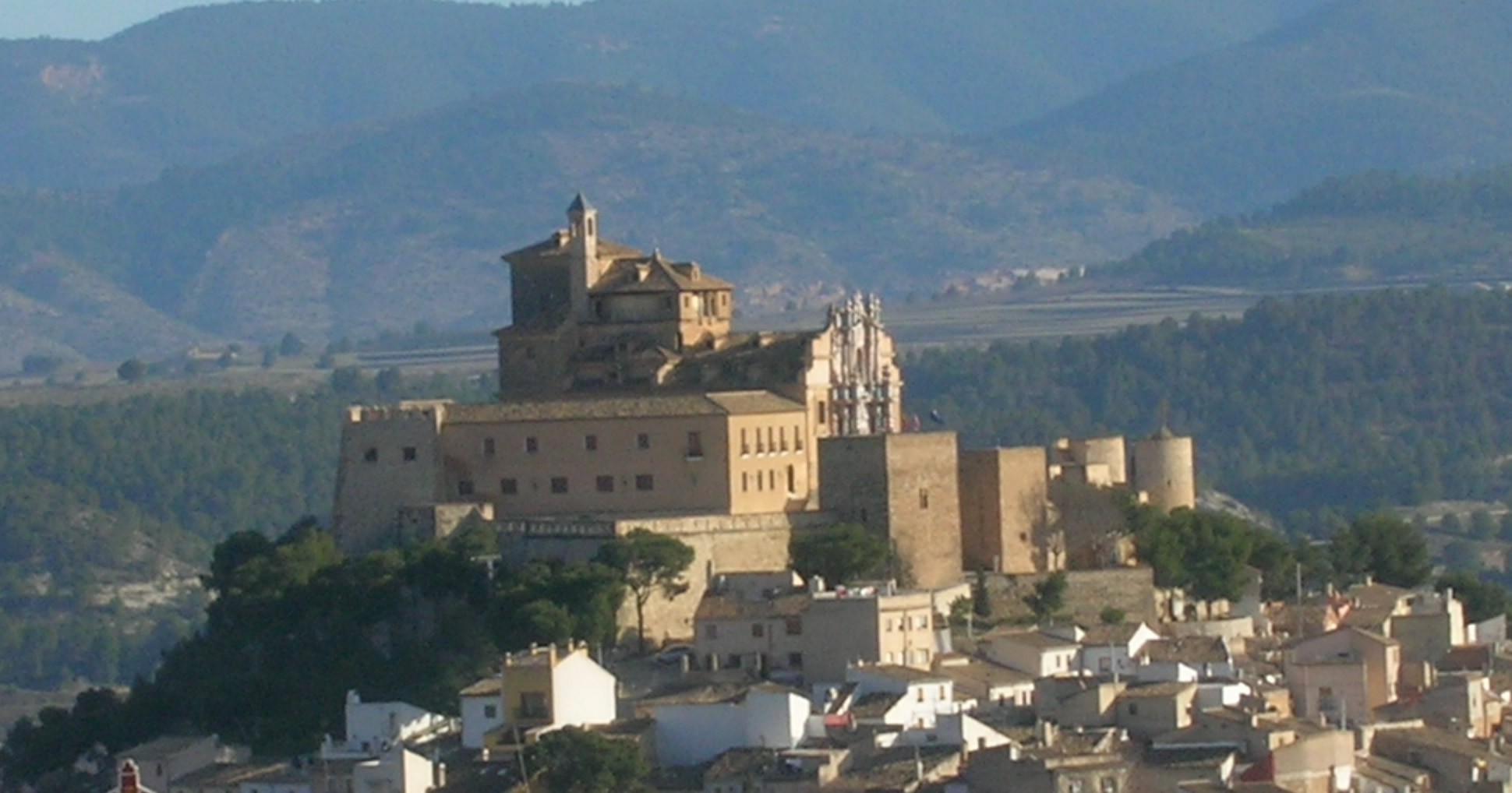
Алькасар і базиліка Ла-Вера-Крус
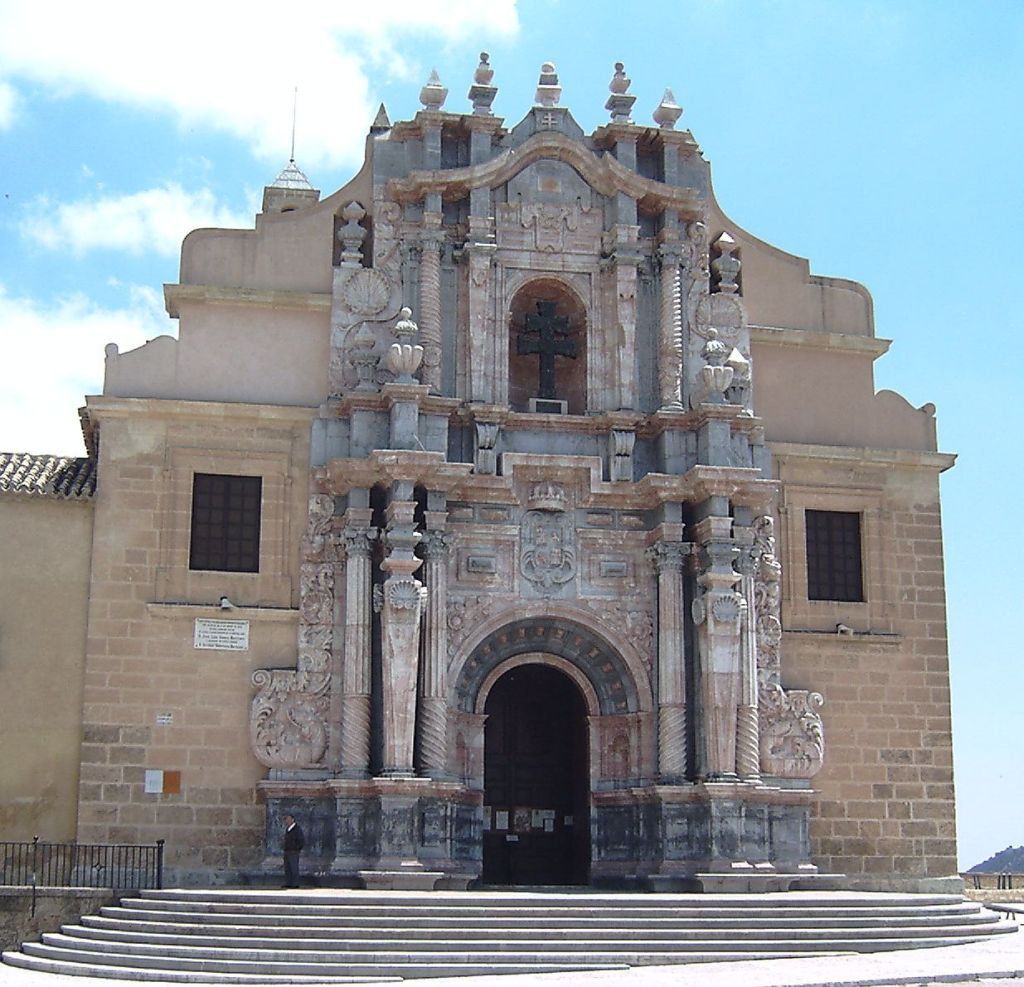
Базиліка Ла-Вера-Крус
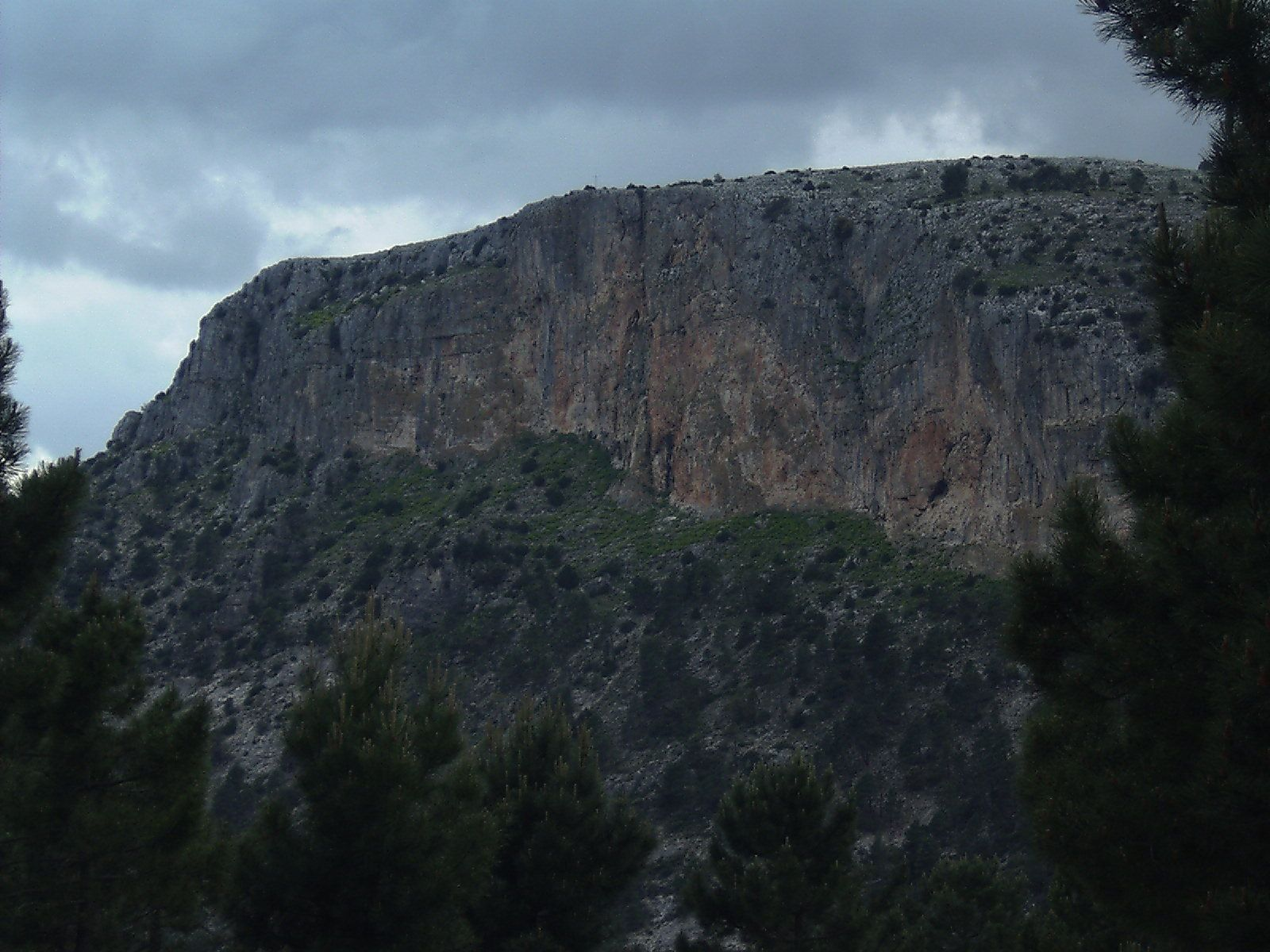
Гора Ла-Пенья-Рубія
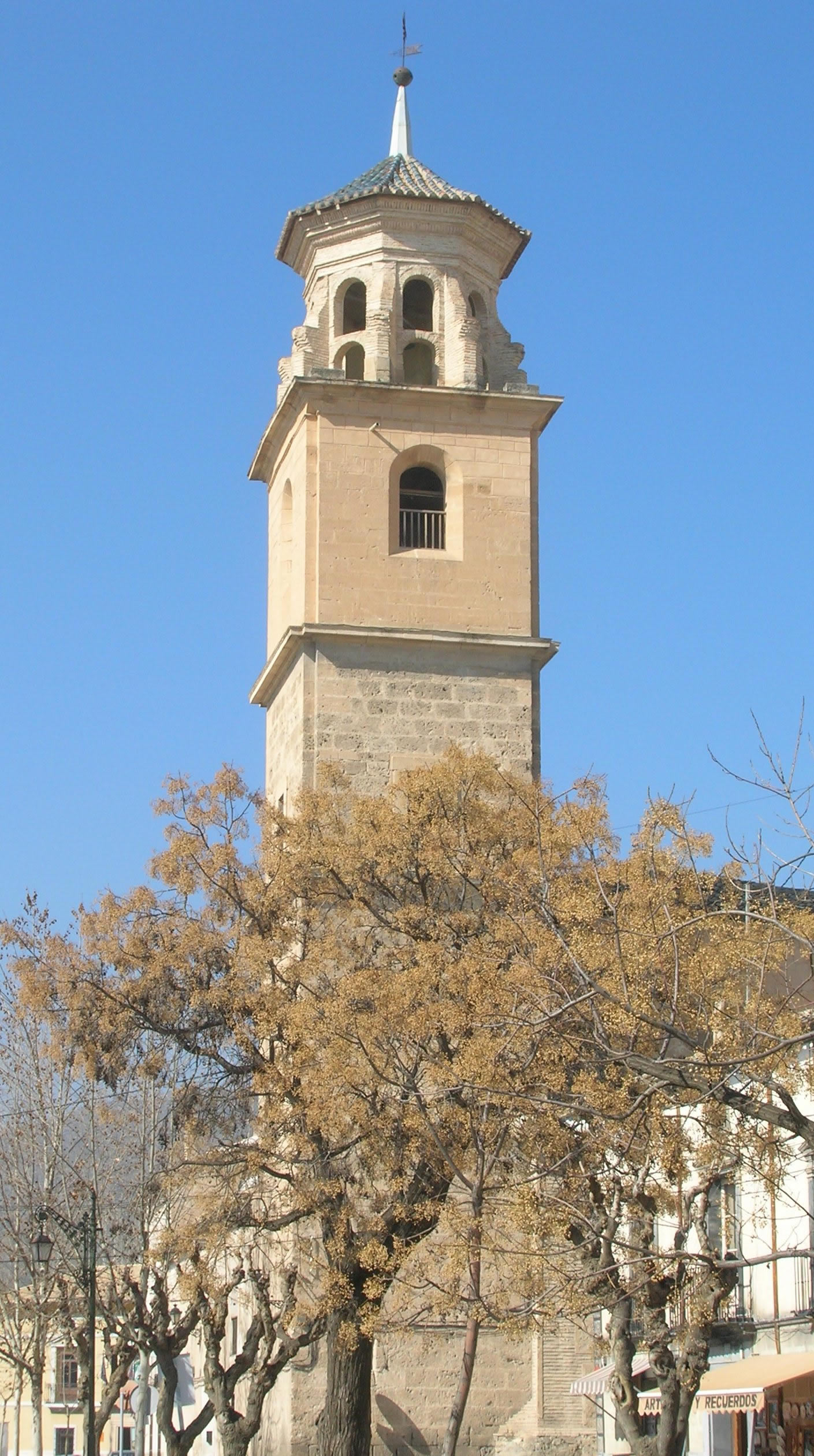
Дзвіниця церкви Ла-Консепсьйон
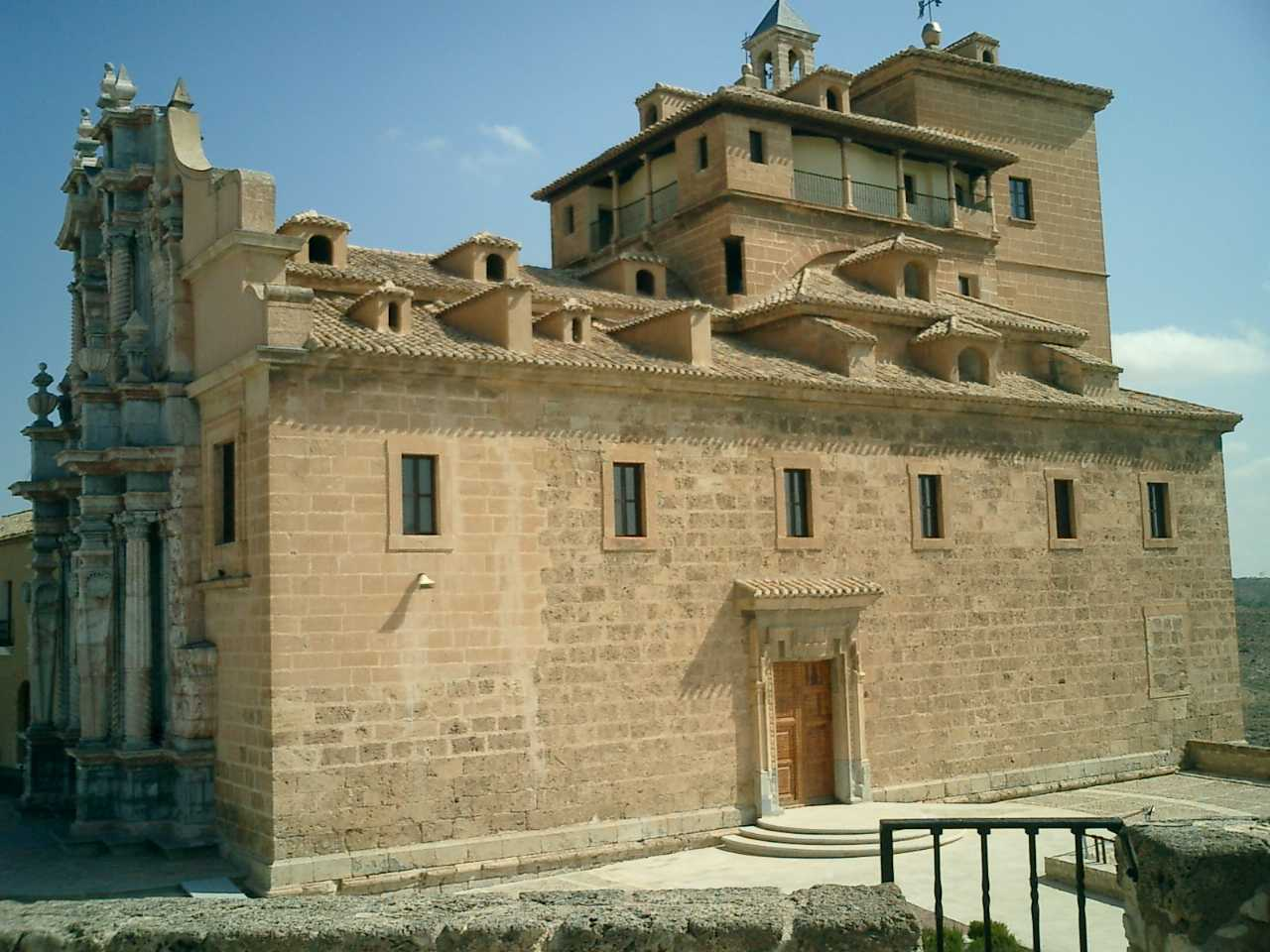
Базиліка Ла-Вера-Крус